# 小さなふるい機関車
『汽車のえほん14　小さなふるい機関車』（きしゃのえほん14 ちいさなふるいきかんしゃ）（原題The Little old Engine）は、低学年の児童向け絵本シリーズ「汽車のえほん」の第14巻である。

## 概要
1959年にイギリスで発行されたウィルバート・オードリー牧師執筆による汽車のえほんシリーズの第14巻。4話の短編作品を収録。挿絵はジョン・ケニーが担当。ポプラ社から1974年11月に日本語訳が出版されていたが、2004年頃一旦絶版。2005年に新装改訂版が出版された。2010年にミニ新装版が発売された。

## 成立の過程と作品背景
1945年から、ほぼ毎年に1巻ずつ続巻してきた本シリーズの第14巻。スカーロイ鉄道の機関車を描いた内容となっている。

## 収録作品
- ピーター・サムとラスティー (Trucks!)
- かえってきたスカーロイ (Home at Last)
- ダンカンのロックンロール (Rock 'n' Roll)
- 小さなふるいふたごの機関車 (Little Old Twins)

## 登場機関車
テレビシリーズの機関車紹介と重複する解説は省略、本巻の内容で特筆すべきものを紹介。
メインキャラクター
- ゴードン
- ヘンリー
- ジェームス
- スカーロイ：修理から帰ってくる。また、『小さなふるいふたごの機関車』にてモデル機関車のタリスリンを紹介したときのみ、一人称が普段の「僕」から「私」に変わっている。
- サー・ハンデル：無骨さを強調して描いたダルビーと比べると、かなりスマートになっている。
- ピーター・サム

サブキャラクター
- ダンカン：初登場。タリスリン鉄道の「ダグラス」がモデル。ちょうど1959年はロックンロールの最盛期であった。
- ラスティー：初登場。同鉄道の「ミッドランダー」がモデル。名前はメーカーのラストン＆ホーンズビー社(Ruston&Hornsby)と、錆び付いている(Rusty) 、男子名ラッセル(Russell)の愛称形ラスティー(Rusty)と、三つの意味が掛けられている。
- スカーロイ鉄道の客車：無蓋客車のエイダ、ジェーン、メイブル、車掌車のコーラ、ボギー車のガートルード、ミリセントが初登場する。
- タリスリン：最終ページに登場。